# Brännebrona
Brännebrona är en bebyggelse (före 2020 småort) i Götene kommun belägen utefter E20 cirka 7 kilometer nordost om Götene.
Brännebrona har uppkommit kring gården Brännebrona, där Ernst Skarp öppnade en grustäkt på 1930-talet. Vid andra världskrigets slut grundade han där också Brännebrona Cementgjuteri, som fortfarande är i drift, om än inte så omfattande. Det har bland annat levererat betongväggar till Götatunneln i Göteborg. Skarp uppförde också bostäder, ett kafé, en anläggning till Civilförsvaret samt ett mindre flygfält, Brännebona Airport (ESGN).

## Brännebrona Gästis
Entreprenören Ernst Skarp, influerad av ett besök i USA, uppförde 1961–62 ett motell vid dåvarande Riksväg 6, som ritades av byggnadsingenjören Curt Wänerlind (1917–2000). År 1972 tillkom en matsalsdel i amerikansk så kallad Googiearkitektur, som ritades av arkitekten Åke Petersen. Ingången till motellet är i form av ett mycket stort betongrör med anknytning till Skarps närliggande betongindustri. De två fasaderna, som är synliga från vägen är klädda med betongelement.
Fasadfärgen var ursprungligen brun, senare målats vit och numera rosa. På taket till hotelldelen satt ursprungligen en neonskylt med bilden av en eld på en bro.
Under 1990-talet konkurrerades verksamheten ut av bland annat en nybyggd vägrestaurant i Götene, men återöppnades i november 2006, efter det att ett motorvägsbygge påverkat trafikantströmmarna till Brännebronas fördel.
I juli 2014 blev Brännebrona Gästis tillfälligt asylboende för Migrationsverket.
Åren efter blev det istället renoverat och återgick till hotellverksamhet. Det återöppnades sedan 2 juli 2018 med ny inredning enligt modern hotellstandard. Det heter numera Burning Bridge Motell & Vandrarhem.

## Bildgalleri

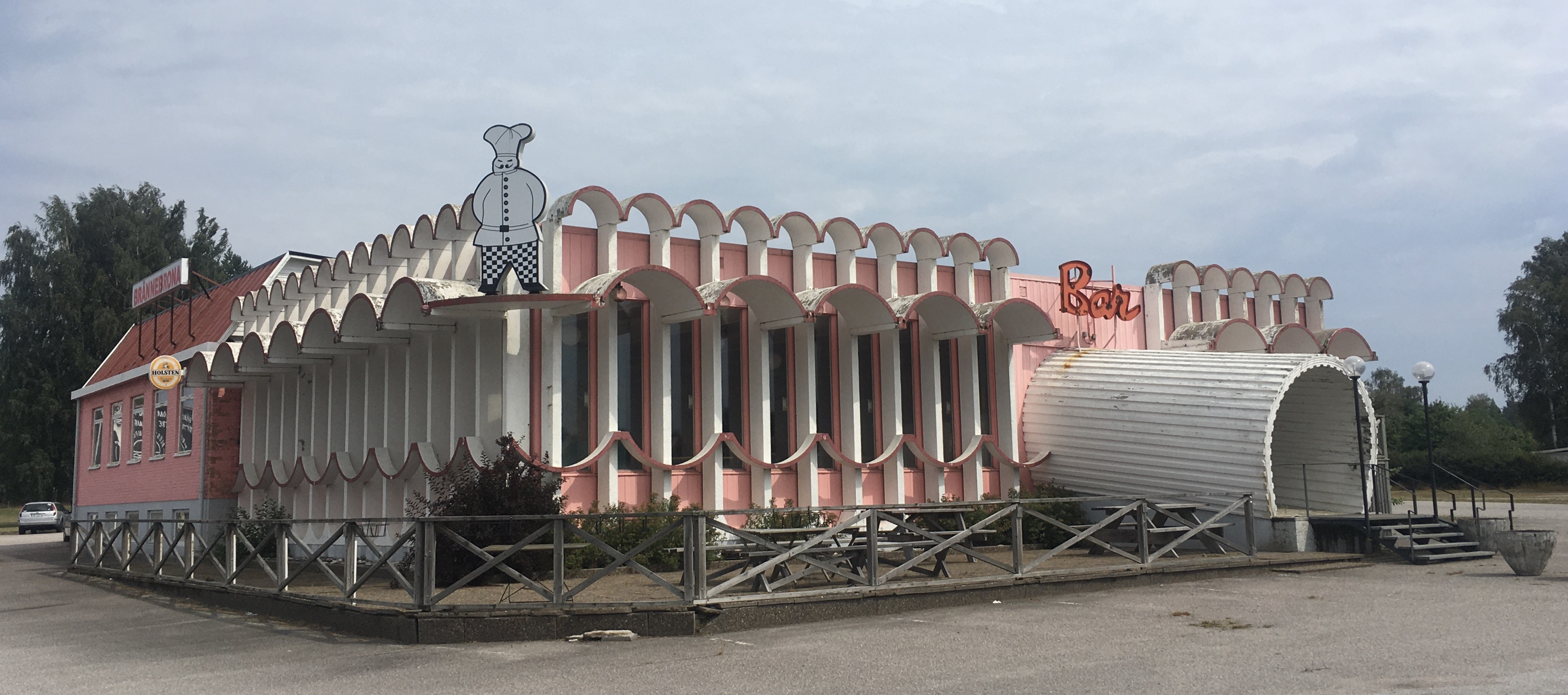
Ingången till Brännebrona vandrarhem (2021)
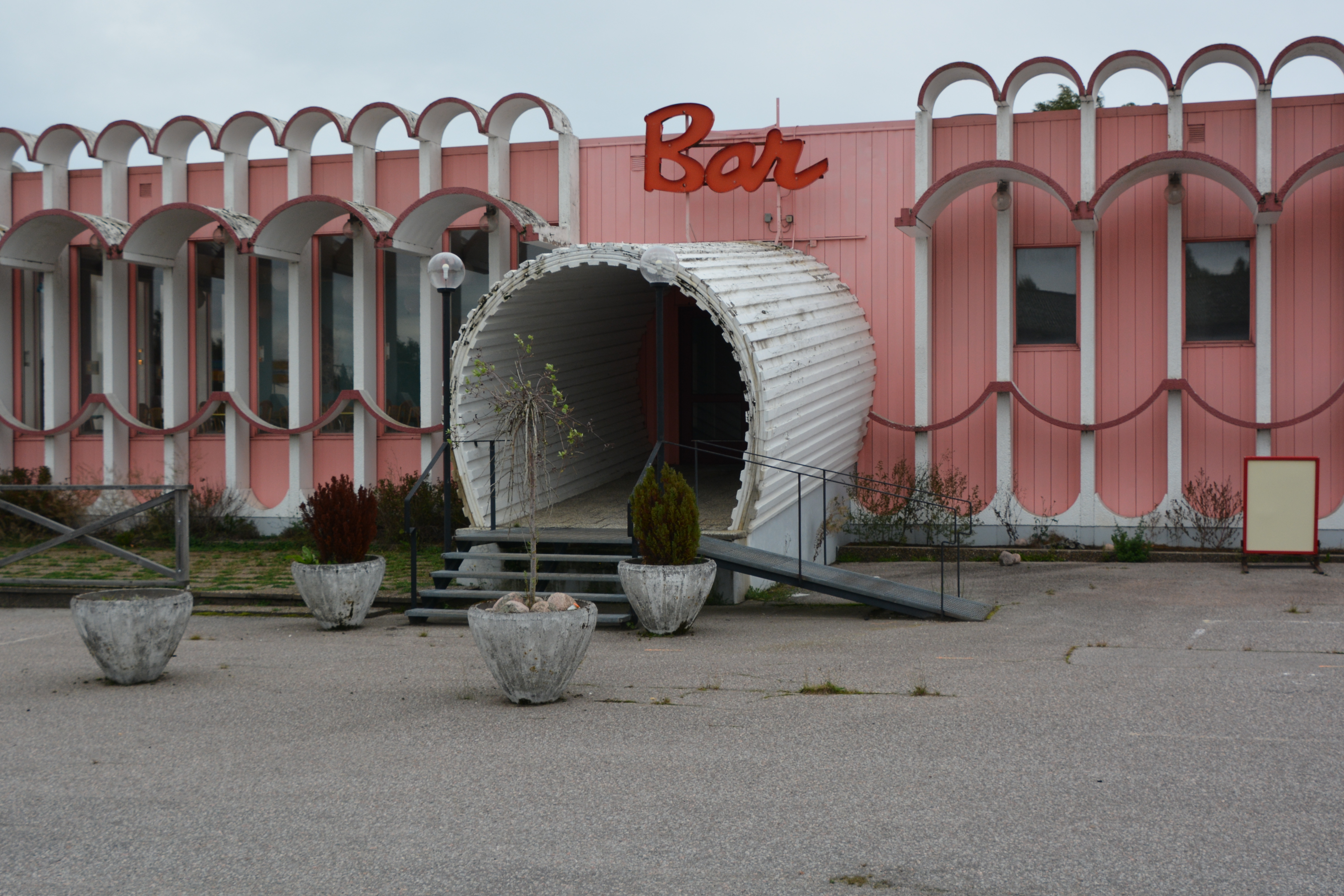
Ingången till Brännebrona Gästis (2017)
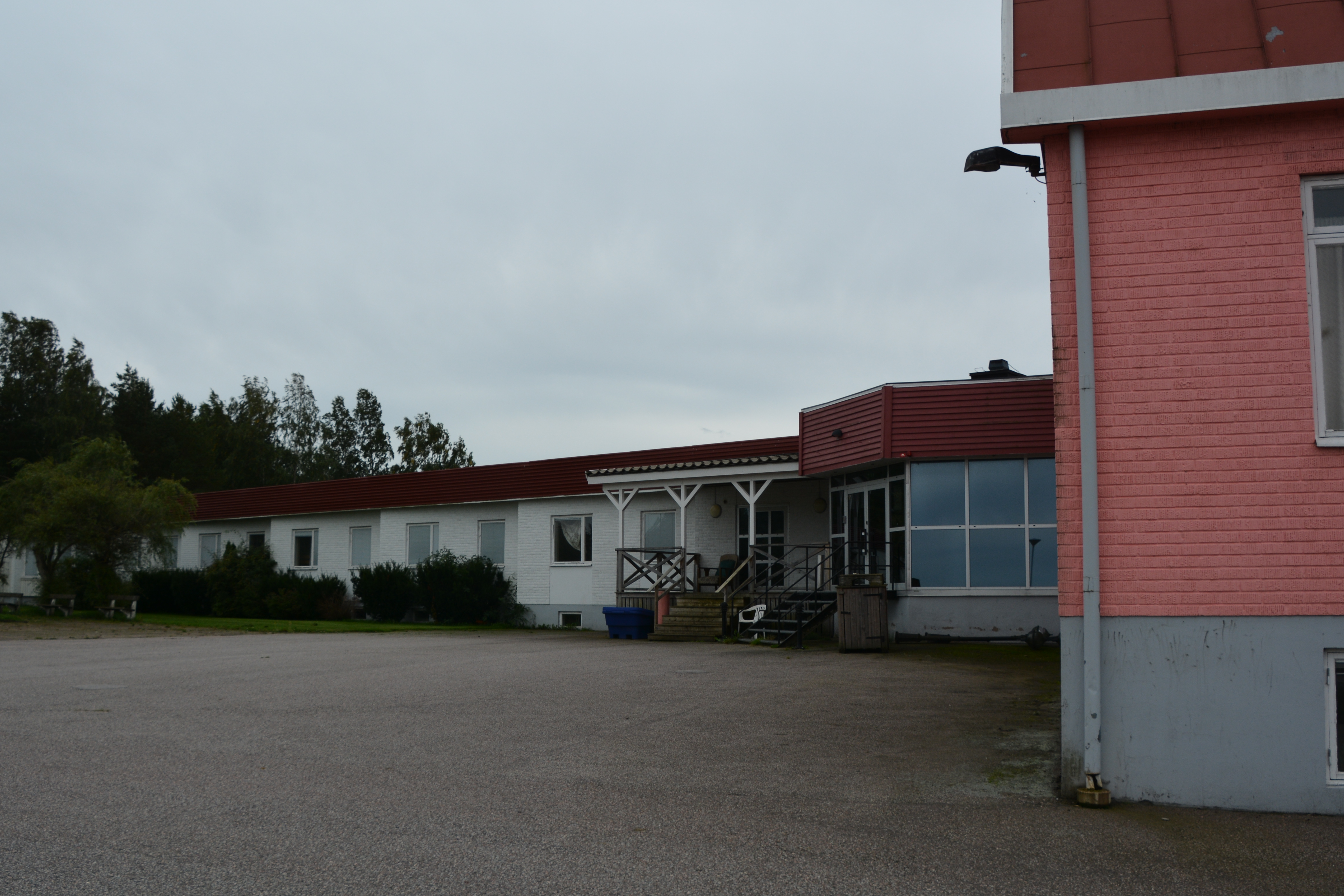
Hotelldelen på Brännebrona Gästis (2017)